# Axelle Guiguet
Pour les articles homonymes, voir Guiguet.
Axelle Guiguet née le 25 juin 1976 à Saint-Jean-de-Luz, est une pentahlonienne française et directrice technique nationale de la Fédération française de volley-ball depuis avril 2017.

## Palmarès
| Discipline/Année                         | 1998 | 1999 | 2000 | 2001 | 2002 | 2003 | 2004 |
| ---------------------------------------- | ---- | ---- | ---- | ---- | ---- | ---- | ---- |
| Jeux olympiques Individuel               | -    | -    | -    | -    | -    | -    | -    |
| Championnats du monde seniors Individuel | -    | -    | -    | -    | -    | -    | -    |
| Championnats du monde seniors Équipe     | -    | -    | -    | -    | -    | -    | -    |
| Championnats du monde seniors Relais     | -    | -    | -    | -    | -    | -    | 3e   |
| Coupe du monde seniors Individuel        | -    | -    | -    | -    | -    | -    | -    |
| Championnats d'Europe seniors Individuel | -    | -    | -    | -    | 2e   | -    | -    |
| Championnats d'Europe seniors Équipe     | -    | -    | -    | -    | -    | -    | -    |
| Championnats d'Europe seniors Relais     | -    | -    | 3e   | -    | -    | -    | -    |
| Championnats de France Individuel        | 1re  | -    | -    | -    | 1re  | 1re  | -    |

Ce palmarès n'est pas complet